# Roesttiran
De roesttiran (Myiophobus fasciatus) is een zangvogel uit de familie Tyrannidae (tirannen).

## Verspreiding en leefgebied
Deze soort komt voor van Costa Rica tot Argentinië en telt vijf ondersoorten:
- M. f. furfurosus: ZW-Costa Rica en W-Panama.
- M. f.  fasciatus: Colombia, N-Venezuela, de Guyana's, NO-Brazilië en Trinidad.
- M. f.  saturatus: O-Peru.
- M. f. s auriceps: van ZO-Peru, N- en O-Bolivia, W-Brazilië, W-Paraguay tot C- en O-Argentinië.
- M. f.  flammiceps: O- en ZO-Brazilië, O-Paraguay, NO-Argentinië en Uruguay.

## Status
De grootte van de populatie is niet gekwantificeerd maar de soort wordt omschreven als vrij algemeen. Op de Rode lijst van de IUCN heeft deze soort de status niet bedreigd.